# 信广高速动车组列车
信广高速动车组列车是中国铁路运行于河南省信阳市信阳东站及广东省省会广州市广州南站的高速动车组列车，现每日开行1对列车，途经河南省、湖北省、湖南省、广东省四省，列车客运乘务由广州局集团广州客运段担当。其中信阳东站至广州白云站客运里程1243公里，运行5小时7分，使用车次为G533次；广州南站至信阳东站客运里程1268公里，运行5小时12分，使用车次为G534次。除此以外，往返信阳与广州之间亦可选择其他旅客列车出行。

## 历史
2012年9月28日，配合京广高铁开通，增开信阳东站始发列车，其中包括信阳东~广州南G551/554次、G553/552次列车计2对。
2014年7月1日，G551/554次列车延长至漯河西站始发终到。
2022年6月20日，配合京广高铁北段运行图重排，本对列车车次调整为G533/534次。
2025年7月1日，G533次列车调整至广州白云站终到。

## 使用列车
本对列车使用配属于广州局集团广州南动车运用所的CR400BF-Z，重联运行。